# الإسلام يتحدى (كتاب)
كتاب الإسلام يتحدى هو كتاب في العقيدة من تأليف وحيد الدين خان وترجمة ظفر الإسلام خان ومراجعة وتقديم عبد الصبور شاهين، يرد الكتاب على شبهات أهل الإلحاد، ميزة الكتاب أنه يعالج موضوع الإعجاز العلمي للقرآن الكريم، وكذلك إثبات الأدلة على البعث والقيامة، ومناقشة القائلين بصدفة وجود الكون، والقائلين بالتطور بأسلوب فريد يتسم بالدقة والموضوعية والمنهجية العلمية، والكاتب رجع لكثير من الكتب الغربية لمفكرين وأساتذة كبار في المجالات العلمية المختلفة، فجاء الكتاب مخاطبا للعقل والوجدان، كاشفًا اللثام عن حقائق مهمة وخطيرة.